# Smiley
L'smiley és una cara somrient que va donar origen a l'emoticona actual, amb totes les seves variants. Va néixer amb fins publicitaris i es va popularitzar amb el moviment acid i dance, que l'associava a la festa. Altres connotacions lligaven el símbol a les drogues de síntesi.

Smiley prototípic